# 八龙纹金带扣
八龙纹金带扣是巴州焉耆博格达沁古城黑屹垯墓地（金疙瘩遗址）出土的汉代金制品，为国家一级文物。带扣扣面有呈戏水姿态的八条龙。其工艺繁复，包含造模、捶揲、研磨、焊接、镶嵌等工艺。八龙纹金带扣可能是汉王朝赠予给焉耆王的礼物，也可能由乌禅幕工匠所作。
另外在辽宁省大连市、安徽省寿县、朝鲜平壤等地出土有形制类似、技法相同的汉代龙纹金带扣。八龙纹金带扣是在新疆发现的首枚此类金带扣。

## 出土信息
八龙纹金带扣出土于中国新疆巴州焉耆博格达沁古城东侧5千米处的黑屹垯墓地（金疙瘩遗址）。1976年开始，新疆考古研究人员对焉耆地区已发现的古城、古墓、古遗址、千佛洞等古迹进行调查和复查，其中对博格达沁古城进行重点调查。1978年、1980年又复查了博格达沁古城及周边古遗址。黑屹垯墓地是一座汉-唐墓葬叠压古墓，古墓周围是农田，因此墓地易遭到破坏，到20世纪80年代仅存周长近约150米，高5米的土包。数次调查出土、收集了多件金银饰件、钱币等文物，八龙纹金带扣则是此类金带扣第一次在新疆被发现。

## 形制及工艺
八龙纹金带扣长9.8厘米，宽6厘米，重50克。是金制带扣，带扣轮廓方尾圆首呈马蹄形，前端有窄小的扣孔、有用于扣住腰带的活动扣舌，扣舌较短。扣面凸显有大龙一条，小龙七条，八条龙呈戏水姿态，形态各异，首尾相顾，扬爪摆尾。龙身有花纹、水波纹，其间满缀小金珠，龙身多处有绿松石、红宝石点缀，不过多数红宝石已经脱落，绿松石所剩不多。带扣四周有金丝围边。金带扣所体现的在金器上镶嵌绿色、红色宝石，龙纹穿游于云气、山峦间的特征，常见于汉代的工艺品。《后汉书·舆服志下》中有记载“黄金辟邪，首为带鐍”，“鐍”字在《说文解字》中被解释为有舌之环，《后汉书》所言“鐍”可能是指八龙纹金带扣一类的带扣。
整件八龙纹金带扣的工艺繁复，至少包含造模、捶揲、研磨、焊接、镶嵌等工艺。首先用模具将金片捶揲成型，之后先用掐丝工艺制作龙纹轮廓，在用小金珠填充龙身。其扣面龙眼、龙嘴、龙须、龙爪、龙身花纹和水波纹是采用金线掐丝工艺制作而成，即将纤细的金丝按墨样转折成型，粘焊于金片模之上。扣面龙身上的小金珠，是先将金丝切小段，然后融凝成粒，在利用平板碾研至小金珠。之后利用汞泥膏将金珠固定，加热后使汞蒸发从而达到焊接的效果。不过亦有可能使用扩散接合技艺完成焊接。龙首和龙身有用于镶嵌绿松石和红宝石的凹圈。金带扣最外层纹饰可分为三层，外层是金丝绞制而成的绳纹，中层为金丝扭结成的“几”字纹，内层为单一金线纹。

## 来源猜测

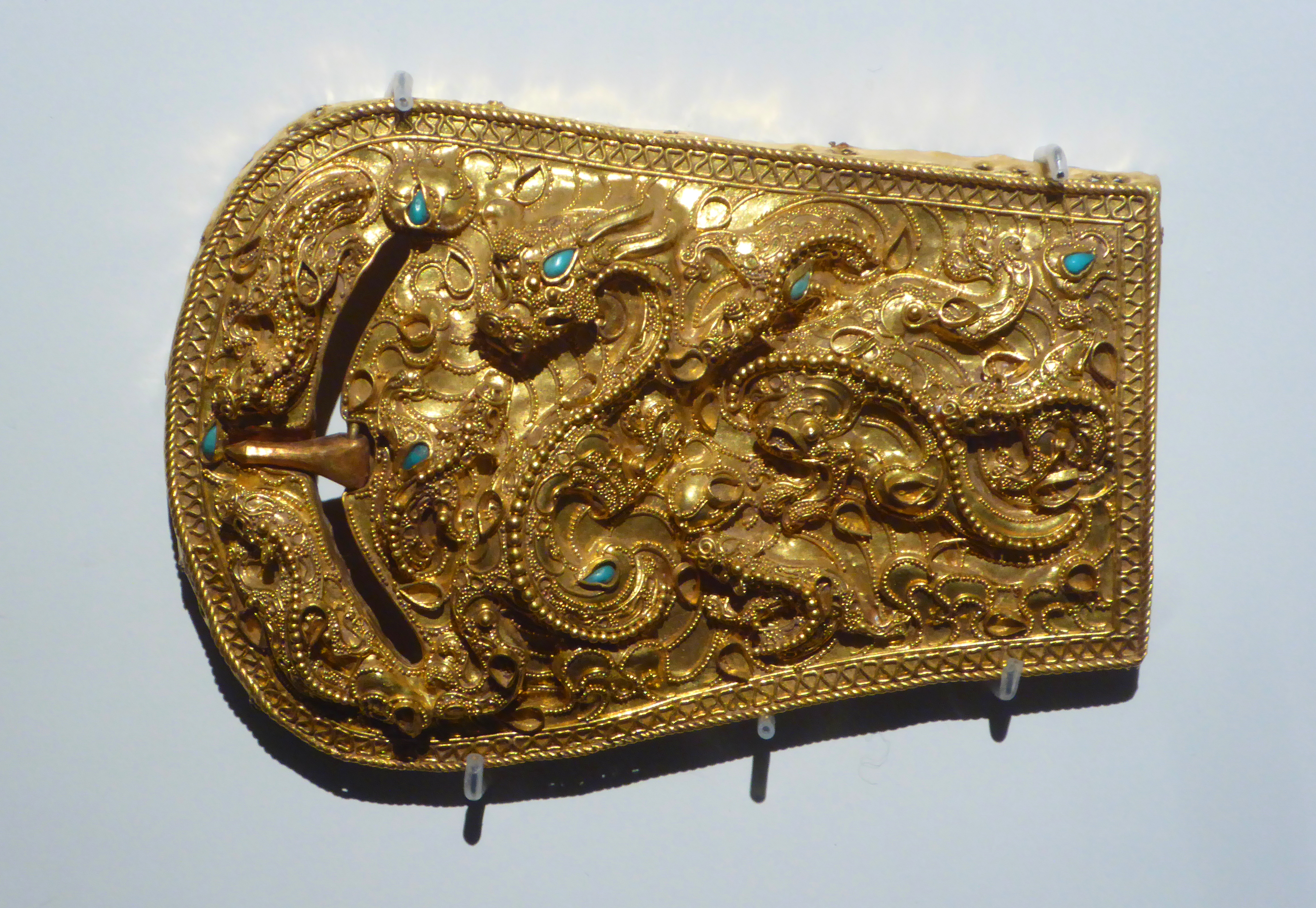
形制类似、工艺相同的金带扣，发现于平壤石岩里9号墓地，现藏于韩国国立中央博物馆